# Theodore Winthrop

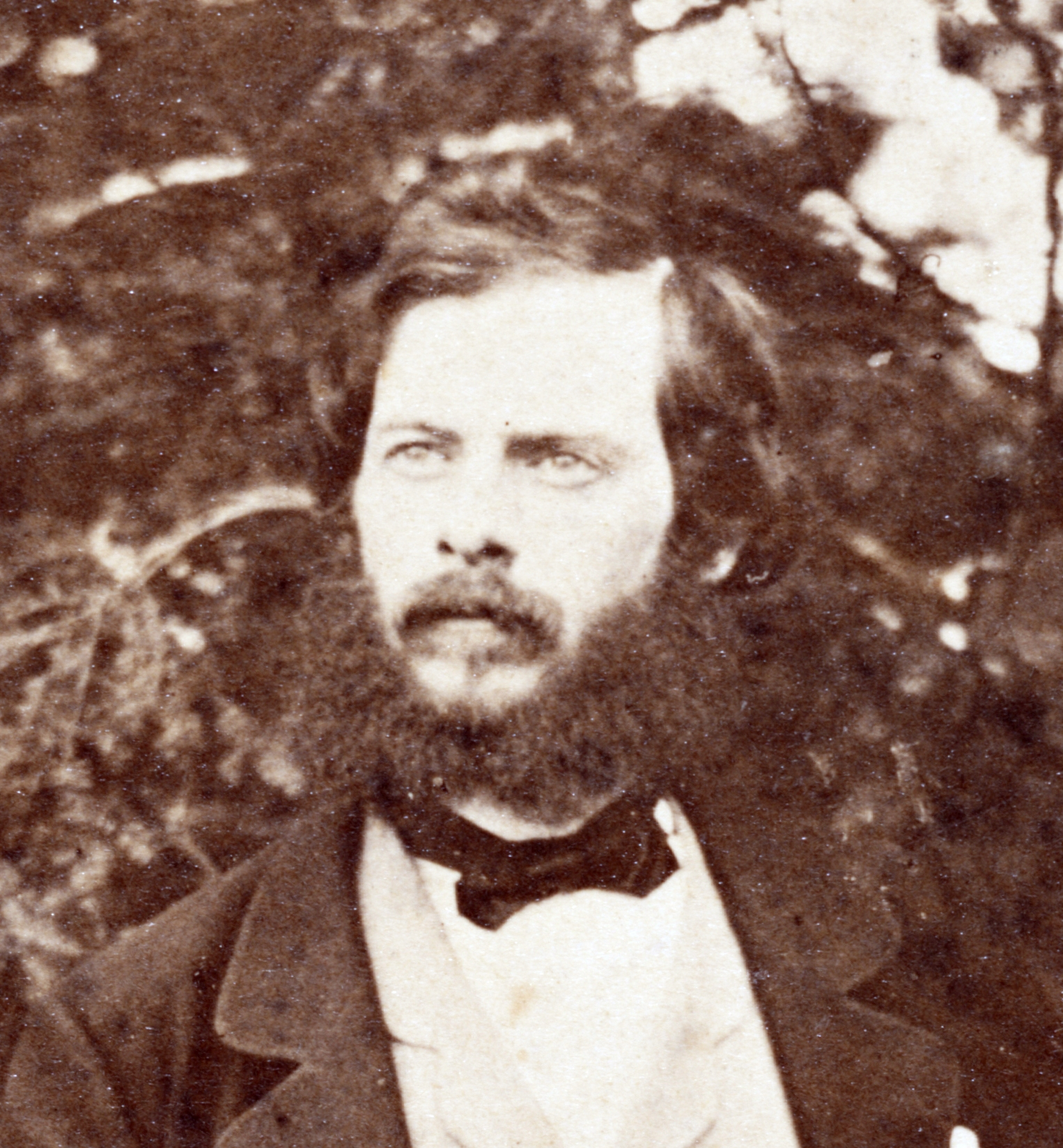
Theodore Winthrop (1860).

Theodore Winthrop, född den 22 september 1828 i New Haven, Connecticut, död den 10 juni 1861 nära Newport News, var en amerikansk författare.
Winthrop studerade vid universitetet i New Haven och var därefter anställd vid Pacific-ångbåtsbolaget i Panama. Han blev 1855 advokat i Saint Louis, inträdde 1861 i nordstaternas 7:e regemente, där han snart befordrades till major, men stupade redan samma år i slaget vid Great Bethel. Winthrop gav rika löften genom romanen Cecil Dreeme (publicerad postumt 1861), friluftsskildringarna The canoe and the saddle (publicerad 1862) och Life in the open aìr (publicerad 1863) med flera arbeten. Winthrops Works (flera upplagor) innehåller även en levnadsteckning.